# Cantonul Malaucène
Cantonul Malaucène este un canton din arondismentul Carpentras, departamentul Vaucluse, regiunea Provence-Alpes-Côte d'Azur, Franța.

## Comune
- Le Barroux : 569 locuitori
- Beaumont-du-Ventoux : 286 locuitori
- Brantes : 65 locuitori
- Entrechaux : 869 locuitori
- Malaucène : 2 538 locuitori (reședință)
- Saint-Léger-du-Ventoux : 24 locuitori
- Savoillan : 79 locuitori